# Frantoio

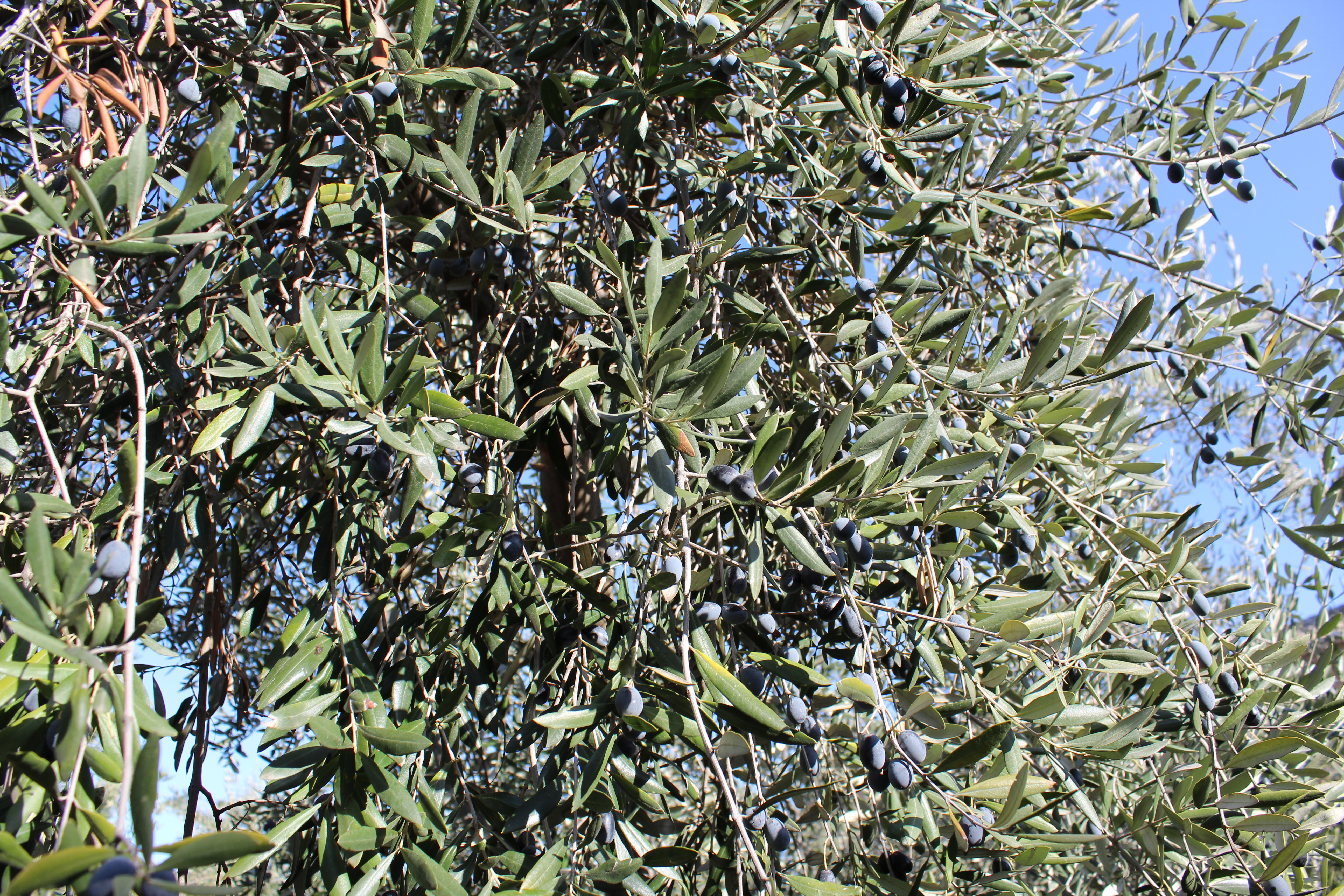
Détail d'un olivier de la variété Frantoio, dans le jardin du musée Hacienda La Laguna (à Baeza, dans la province de Jaén, en Espagne).

La frantoio est l'une des principales variétés d'olives cultivées (cultivar) en Toscane dont elle est originaire. Ses qualités l'ont fait adopter dans de nombreuses oliveraies de l'Italie.

## Diffusion
En raison de ses qualités gustatives, elle est cultivée dans de nombreux autres pays dont le Pakistan.
La Frantoio est également cultivée en France sous le nom de Cailletier où elle est appréciée et recensée comme variété secondaire. Elle serait cultivée en Corse et plus particulièrement en Balagne.

## Synonyme
Cette variété est aussi dénommée Bresa, Cailletier, Correggiolo, Crognolo, Frantoio, Infrantoio, Laurin, Pignatello, Radius, Raggiolo, Rajo, Solciaro et Stringona.

## Caractéristiques[4]

### Arbre
- Port : étalé à retombant.

### Feuille
- Longueur : moyenne.
- Largeur : moyenne.
- Forme : ellipique-lancéolée.
- Courbure longitudinale : plane à hyponastique.
- Courbure transversale : légèrement en gouttière.
- Brillance de la face supérieure : mate.

### Fruit
Le fruit (olive) est une drupe dont les caractéristiques sont :
- forme : ovoïde.
- symétrie : symétrique à légèrement asymétrique.
- base : tronquée ou arrondie.
- sommet : arrondi.
- Lenticelles : 
  - nombreuses à peu nombreuses,
  - petite taille.
- Localisation du fruit à la véraison : sommet.
- Groupement des fruits : en grappe.

### Le noyau
Selon les récents travaux sur les cultivars d'oliviers, les caractéristiques du noyau font partie des éléments de détermination des cultivars.
- Forme : elliptique.
- Symétrie :
  - Profil : légèrement asymétrique,
  - Face : symétrique.
- Base : arrondie ou pointue.
- Sommet : arrondi.
- Mucron : présent.
- Position du diamètre transversal : vers le sommet.
- Surface : lisse,
  - Nombre de sillons fibrovasculaires : réduit à moyen,
  - Distribution des sillons : uniforme ou groupé.

## Évaluation agronomique
Elle est sensible à la mouche de l'olive et au froid. La Frantoio entre en production de façon précoce et sa productivité élevée s'améliore en présence de polliniseurs appropriés. Son rendement, entre 11,9 et 20,2 %, est apprécié pour la production d'une huile particulièrement fruitée. De couleur vert foncé avec des reflets dorés, elle est d'excellente qualité alliant finesse, arômes, acidité et fruité, où percent des pointes d'ardence et d'amertume. Les arômes les plus caractéristiques sont l'herbe fraîche, la pomme verte, l'artichaut, la marjolaine, le romarin, la laitue, le céleri et les amandes.